# Safra Catz
Safra A. Catz (tiếng Do Thái: צפרא כץ, sinh ngày 1 tháng 12 năm 1961) là một giám đốc kinh doanh người Mỹ gốc Israel. Bà là giám đốc điều hành của Tập đoàn Oracle từ tháng 4 năm 1999, và là thành viên hội đồng quản trị từ năm 2001. Vào tháng 4 năm 2011, bà được bổ nhiệm làm đồng chủ tịch và giám đốc tài chính, chịu trách nhiệm báo cáo cho người sáng lập / CTO Larry Ellison. Vào ngày 18 tháng 9 năm 2014, Oracle thông báo rằng Larry Ellison sẽ từ chức CEO và Mark Hurd và Safra Catz đã được bổ nhiệm làm CEO mới.

## Tuổi thơ
Catz sinh ra ở Holon, Israel, với cha mẹ là người Do Thái. Cha bà là một người nhập cư từ Romania. Bà chuyển từ Israel đến Brookline, Massachusetts lúc 6 tuổi.
Catz tốt nghiệp Trường trung học Brookline. Bà tốt nghiệp cử nhân tại Trường Wharton thuộc Đại học Pennsylvania năm 1983 và nhận bằng Tiến sĩ luật của khoa Luật Đại học Pennsylvania năm 1986.

## Sự nghiệp
Catz là một chủ ngân hàng tại Donaldson, Lufkin & Jenrette, tham gia vào năm 1986; Catz từng là giám đốc điều hành từ tháng 2 năm 1997 đến tháng 3 năm 1999 và phó chủ tịch cấp cao từ tháng 1 năm 1994 đến tháng 2 năm 1997 và trước đây bà đã giữ nhiều vị trí tại ngân hàng từ năm 1986. Bà đã là một giám đốc không điều hành của Hyperion Solutions kể từ ngày 14 tháng 4 năm 2007. Bà là thành viên của hội đồng điều hành của TechNet kể từ ngày 14 tháng 3 năm 2013. Bà từng là giám đốc của PeopleSoft Inc. kể từ ngày 30 tháng 12 năm 2004 và Stellent Inc. kể từ ngày 12 tháng 12 năm 2006.
Catz gia nhập tập đoàn Oracle vào tháng 4 năm 1999. Catz đã trở thành thành viên Hội đồng quản trị của công ty vào tháng 10 năm 2001 và là Chủ tịch Tập đoàn Oracle vào đầu năm 2004. Bà đã thúc đẩy các nỗ lực của Oracle năm 2005 để có được phần mềm đối thủ PeopleSoft trong việc tiếp quản 10,3 tỷ đô la. Catz cũng là Giám đốc tài chính của công ty, tạm thời đóng vai trò đó từ tháng 11 năm 2005 đến tháng 9 năm 2008 và từ tháng 4 năm 2011 đến nay. [3] Mark Hurd tham gia với tư cách đồng chủ tịch vào năm 2010. Mark Hurd joined her as Co-President in 2010.
Trong năm 2009, bà được Fortune xếp hạng là người phụ nữ quyền lực thứ 12 trong kinh doanh. Năm 2009, bà cũng được Forbes xếp hạng thứ 16 trong danh sách những người phụ nữ kinh doanh quyền lực nhất. Trong năm 2014, bà được xếp hạng ở vị trí 24. Theo một phân tích tương tự được xuất bản bởi Fortune, bà là người phụ nữ được trả lương cao nhất trong số các công ty trong danh sách Fortune 1000 năm 2011, nhận được 51,695,742 USD trong tổng số tiền thù lao.
Catz là giảng viên kế toán tại Trường Kinh doanh Stanford. Catz là giám đốc của Tập đoàn HSBC từ năm 2008 đến năm 2015.
Sau cuộc bầu cử của Donald Trump, Catz là một trong những CEO cao cấp, bao gồm, trong số những người khác, Tim Cook, Sheryl Sandberg và Jeff Bezos, được mời nói chuyện với tổng thống sau đó được bầu về khả năng chiếm một vị trí trong hành chính đến. Theo Bloomberg, bà được xem xét chức vụ Đại diện Thương mại Mỹ hoặc Giám đốc Tình báo Quốc gia.
Catz là CEO nữ được trả lương cao nhất của bất kỳ công ty Mỹ nào kể từ tháng 4 năm 2017, kiếm được 40,9 triệu đô la sau khi giảm 23% tổng số tiền bồi thường của bà so với năm 2016.
Catz được bầu vào ban giám đốc của Công ty Walt Disney vào ngày 7 tháng 12 năm 2017, có hiệu lực vào ngày 1 tháng 2 năm 2018.

## Đời tư
Catz kết hôn với Gal Tirosh và có hai con trai, Scott và Gary.